# Polka norteña nicaragüense
La Polka norteña nicaragüense, Polka neosegoviana o simplemente Polka nica es un género de música popular interpretada de manera instrumental o cantada usando un compás binario que ha sido incorporada como música y danza folclórica en Nicaragua. 
Fue introducida a principios del siglo XX por los inmigrantes de Europa Central (alemanes) que se asentaron principalmente en la zona central norte (Matagalpa y Jinotega) de este país centroamericano.

## Festival de Polkas y Mazurcas
Cada año, el último día Domingo del mes de julio, el grupo cultural Jinotegarte realiza el "Festival de Polkas y Mazurcas" en el llamado "Palacio de las Polkas" en la comunidad "El Coyolito", en el municipio La Concordia, departamento de Jinotega.